# Международный стандарт стыковочной системы
Международный стандарт системы стыковки, сокр. МССС (англ. International Docking System Standard, сокр. IDSS) является международным стандартом для стыковочных узлов космических аппаратов. Он был создан Многосторонним координационным советом Международной космической станции, под эгидой партнерских организаций Международной космической станции; НАСА, Роскосмоса, ДЖАКСА, ЕКА и Канадского космического агентства.
Версия «A» документа МССС первоначально была разработана в 2010 году. Она представляет собой технические инструкции для всех сотрудничающих учреждений, чтобы они могли создавать совместимые между собой все их будущие системы стыковки, руководствуясь данным стандартом.

## Конструкция
Механизм стыковки МССС — андрогинный (позволяющий стыковать любой узел к любому), использует стыковочный метод слабого столкновения и позволяет космическому аппарату не только активно стыковаться, но и быть пассивным причалом.. Он поддерживает как автоматические, так и пилотируемые стыковки. Кроме того имеет возможность пиротехнической (взрывной) расстыковки в особых случаях. Соединённые пары интерфейсов МССС позволяют передавать электроэнергию, данные, команды, воздух и поддерживать телекоммуникационную связь. В будущих реализациях они также смогут передавать воду, топливо, окислитель и поддерживать гидравлику.
Проход для экипажа и груза имеет диаметр 800 миллиметров (31 ″).

## Реализации
- «Система стыковки НАСА» — американская реализация МССС.[5]
- «Международный стыковочный адаптер» — для соединения более старой стыковочной системы АПАС-95 к «Системе стыковки НАСА».
- «Международный пассивно-активный стыковочный механизм» — реализации МССС-совместимой системы стыковки от ЕКА.